# Live in Katowice
«Live in Katowice» — це концертний альбом гурту «Nokturnal Mortum», випущений у 2009 році, лейблом «Oriana Productions».

## Композиції
1. «Black Raven» (06:21)
2. «Weltanschauung» (07:45)
3. «Kolyada» (05:54)
4. «Valkyria» (10:39)
5. «Perun's Celestial Silver» (06:12)
6. «Hailed Be The Heroes» (07:55)
7. «In The Fire Of The Wooden Churches» (02:08)